# Kalos kagathos

Kalos kagathos (en grec ancien : καλὸς κἀγαθός) est une expression idiomatique utilisée dans la littérature grecque antique. Cette locution est la forme abrégée de kalos kai agathos (καλὸς καὶ ἀγαθός), qui signifie littéralement « bel et bon ». Selon Bernard Sichère, le kalos kagathos était celui qui se hissait pleinement à la hauteur de sa dignité d'homme : l'homme grec « n'était pas un être moral ni un être psychologique, […] mais celui qui se trouvait depuis sa naissance jeté à l'être et dans l'être, là même où il avait à s'éprouver comme tenant ou non “le coup”. [Tenir le coup] se disait en désignant un tel homme comme kalos kai agathos, termes qui manifestent moins une particularité psychologique que le fait pour un humain d'être à la hauteur, c'est-à-dire de belle prestance et de bon aloi, sachant se tenir comme il faut au sein de l'être ».
L'expression polysémique kalos kagathos a souvent été associée à un idéal d'harmonie de corps et d'esprit dont l'athlète grec aurait été le modèle rappelant les mots célèbres de Juvénal « mens sana in corpore sano ». L'historien Félix Bourriot a montré que cette expression est apparue dans la deuxième moitié du Ve siècle av. J.-C. (plutôt vers la fin du siècle pour le vocabulaire attique). À Athènes elle était utilisée par les sophistes comme « un slogan, une formule mercantile pour vendre un produit » pour attirer de nouveaux élèves riches en quête de raffinement et de prestige.

## Étymologie

### Kalos
L'adjectif καλός signifie « beau » et est proche d'adjectifs tels que « bon » et « noble ». Il pouvait aussi s'appliquer à des animaux et à des objets inanimés.
Platon, dans sa République, a utilisé le terme τό καλόν (to kalon, forme neutre) pour définir l'idéal. Toutefois, Socrate (qui oriente le dialogue et opère la plupart des développements au sein même des textes de Platon) estime malgré tout qu'il ne saisit pas tout à fait la nature de ce beau.

### Agathos
Le second adjectif signifie « bon » et n'a pas de connotation spécifiquement physique ou esthétique, mais peut décrire l'excellence de caractère d'une personne, sa vertu (par exemple le fait qu'elle soit brave). Au cours du IVe siècle av. J.-C., il a acquis un sens politique : un homme bon était alors un homme qui respectait ses devoirs de citoyen, en tant que membre de la cité.

### Traduction
Le philosophe Luc Brisson traduit l'expression par « perfection humaine ». Le philologue Werner Jaeger la définit comme « l’idéal chevaleresque de la personnalité humaine complète, harmonieuse d’âme et de corps, compétente au combat comme en paroles, dans la chanson comme dans l’action ». Des traductions telles que « chevalier » ou « gentleman » ont été traditionnellement suggérées pour mettre l'accent sur l'aspect social de l’expression, tandis que « héroïque » ou « guerrier » portent davantage sur son aspect militaire.

## Usages
L’expression kalos kagathos a été utilisée en Grèce antique dans un sens générique ainsi que pour désigner une qualité spécifique. Dans un sens générique, elle s’appliquait à la combinaison de plusieurs vertus. Elle pouvait alors se traduire par « beau et brave » ou « bon et en bonne forme ».
L’aristocratie athénienne a repris l'expression pour se référer à elle-même. Chez les philosophes réfléchissant à des enjeux moraux, qui étaient pour les premiers d'entre eux Athéniens, le terme désignait l'homme idéal ou parfait.
Au chapitre VII de l’Économique de Xénophon, on distingue l’homme de bien qu’est Ischomaque en l’appelant « kalos-kagathos », et en honorant son père, que l’on joint au rappel de qui il est à chaque fois qu’il est nommé. Ischomaque ne manque pas de souligner qu’on oublie sa famille lorsqu’il s’agit de dépenses concernant les liturgies.
Dans l’Éthique à Eudème, Aristote discute le concept de kalokagathia. La façon dont un kaloskagathos doit vivre est discutée et détaillée dans les dialogues socratiques de Xénophon, notamment Les Revenus. Dans son ouvrage Sur les Socratiques, mentionné deux fois par Diogène Laërce, Phanias d'Érèse relate une discussion dont fait partie Antisthène sur ce qu'il faut faire pour devenir kaloskagathos.

## Cyrus le Jeune, un exemple dekalos kagathos
Xénophon est un compagnon de route de Cyrus le Jeune avec qui il a participé à l'expédition des Dix-Mille en Asie. Dans plusieurs de ses ouvrages, tels que l'Anabase, la Cyropédie et l'Économique, il dresse un portrait flatteur de Cyrus (bien que l’Économique ne lui soit pas particulièrement consacré) et à plusieurs reprises le rapproche de la figure du kalos kagathos dans son essence (passons sur sa vaillance au combat, son intelligence, sa générosité et tant d'autres qualités rapportées par Xénophon), un homme aussi beau dans sa chair que dans son âme.
Il commence notamment par le décrire comme un homme beau et bon ; chez Cyrus qualités physiques et morales s'allient, force et beauté ne font qu'un. Xénophon souhaite ainsi en rapprochant Cyrus du kalos kagathos montrer aux Grecs que la kalokagathia n'est pas exclusivement leur apanage propre. D'après Werner Jaeger, Xénophon inciterait même ses contemporains à s'imiter les uns les autres à travers le modèle de Cyrus.D'ailleurs, Cyrus lui-même, selon Xénophon, voulait permettre à ses proches d'être des kalos kagathos.
Également, le dialogue rapporté entre Cyrus et Lysandre dans l'Économique - effectuant ainsi une certaine mise en abyme au sein de l'ouvrage - met en lien la rigueur de la vie de Cyrus au service de l'entretien de son corps beau mais aussi du beau en soi. Cyrus ne manque jamais de travailler à l'entretien de son jardin (dont le résultat impressionne visiblement Lysandre) avant de s'adonner à un quelconque plaisir (comme dîner). Dans ce dialogue Xénophon souligne également l'apparence, la "parure", de Cyrus, qui dans un premier temps fait contraste dans l'esprit du lecteur (joué ici par Lysandre) avec sa force de travail. Ainsi, en effectuant cette vie vertueuse au service du beau, pour lui et pour les autres, Cyrus est un homme légitimement heureux. Il pourrait s'agir d'une forme de plaidoyer de l'auteur pour inciter à l'adoption du mode de vie idéal, de la kalokagathia.

## Interprétations modernes
L'expression kalos kagathos a suscité à travers les siècles l'intérêt des philhellènes et des historiens qui lui ont attribué un sens variable selon leur époque.
L’historien Henri-Irénée Marrou définit la kalokagathia comme le fait « d'être un homme bel et bon» où beauté érotique du corps s'accompagne de bonté morale. Il soutient qu'un équilibre entre qualités physiques et intellectuelles ne peut qu'avoir été favorisé brièvement par l'éducation hellénique puisque les formations du corps et de l'esprit développaient chacune des habitudes de vie distinctes et une culture diamétralement opposée.

Pour lui, si cet idéal était venu à se réaliser dans la Grèce antique, il ne pouvait que s'accomplir dans et par l'effort sportif. L'homme kalos kagathos que présente Marrou impressionne donc beaucoup plus par ses qualités physiques qu'intellectuelles car sa morale ne s'exprime que dans sa pratique sportive : 

« Oui, ces jeunes gens [les athlètes grecs] étaient beaux et forts, mais c'est à la poursuite de cette unique fin qu'ils consumaient toute leur énergie, toute leur volonté. »

— Henri-Irénée Marrou, Histoire de l'éducation dans l'antiquité.

## Dans la mythologie
Personnages mythologiques grecs ou latins illustrant le kalos kagathos :
- Achille
- Adonis
- Ajax, fils de Télamon
- Alchatoos
- Amphinomos
- Anchise
- Athis
- Camertés
- Clausus
- Diomède
- Euryale
- Eurypyle
- Hector
- Hylas
- Hypsénor
- Idoménée
- Lausus
- Memnon
- Ménélas
- Patrocle
- Persée
- Rhésos
- Rhigmos
- Serranus
- Troïlos
- Turnus